# Ladbergen
Ladbergen (plattdeutsch Ladbiärgen) ist eine Gemeinde in der Region Tecklenburger Land (Kreis Steinfurt) im nördlichen Teil von Nordrhein-Westfalen.
Mit 6911 Einwohnern (Stand: 31. Dezember 2023) ist Ladbergen eine der kleinsten Gemeinden im Kreisgebiet. Etwa 700 weitere Personen haben hier – im Wesentlichen bedingt durch die Campinganlagen – ihren Zweitwohnsitz gemeldet.

## Geografie

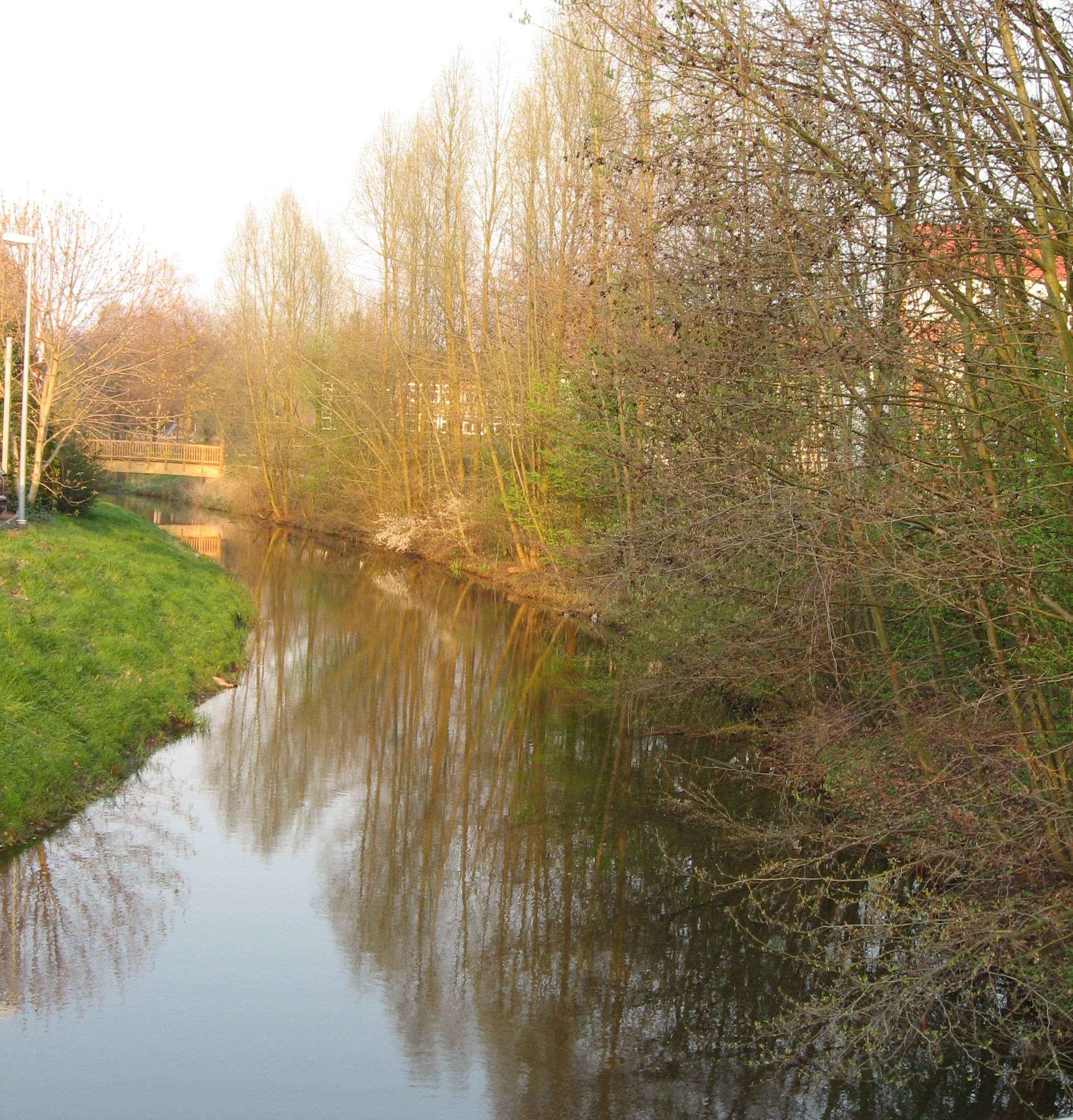
Mühlenbach

Die Gemeinde Ladbergen befindet sich im Tecklenburger Land mittig zwischen den beiden Großstädten Münster und Osnabrück, die jeweils zirka 25 Kilometer entfernt sind. Durch das Gemeindegebiet führen die Autobahn 1 mit der Anschlussstelle Ladbergen und die Bundesstraße 475. Die westliche Gemeindegrenze ist der Dortmund-Ems-Kanal mit dem Kanalhafen Ladbergen. In direkter Grenzlage befindet sich der internationale Verkehrsflughafen Münster/Osnabrück (FMO) in Greven-Hüttrup. Anders als der Namensteil „-bergen“ vermuten lässt, weist der Ort keine ausgewiesenen Erhebungen aus, sondern liegt auf einem relativ einheitlichen Niveau ca. 50 m über NN. Durchflossen wird Ladbergen von der Ladbergener Aa, die in den Ladberger Mühlenbach mündet.

### Nachbargemeinden
Das Gemeindegebiet grenzt an insgesamt sechs Städte und Gemeinden. Die nordöstlich gelegenen Tecklenburger Landgemeinden sind Tecklenburg, Lengerich und Lienen. Bereits im Münsterland befinden sich die südlichen und westlichen Nachbargemeinden Saerbeck, Greven und Ostbevern (Kreis Warendorf).
| Saerbeck 8 km | Tecklenburg 11 km                           | Lengerich 10 km |
|               | Kompassrose, die auf Nachbargemeinden zeigt | Lienen 16 km    |
| Greven 10 km  |                                             | Ostbevern 13 km |

## Geschichte

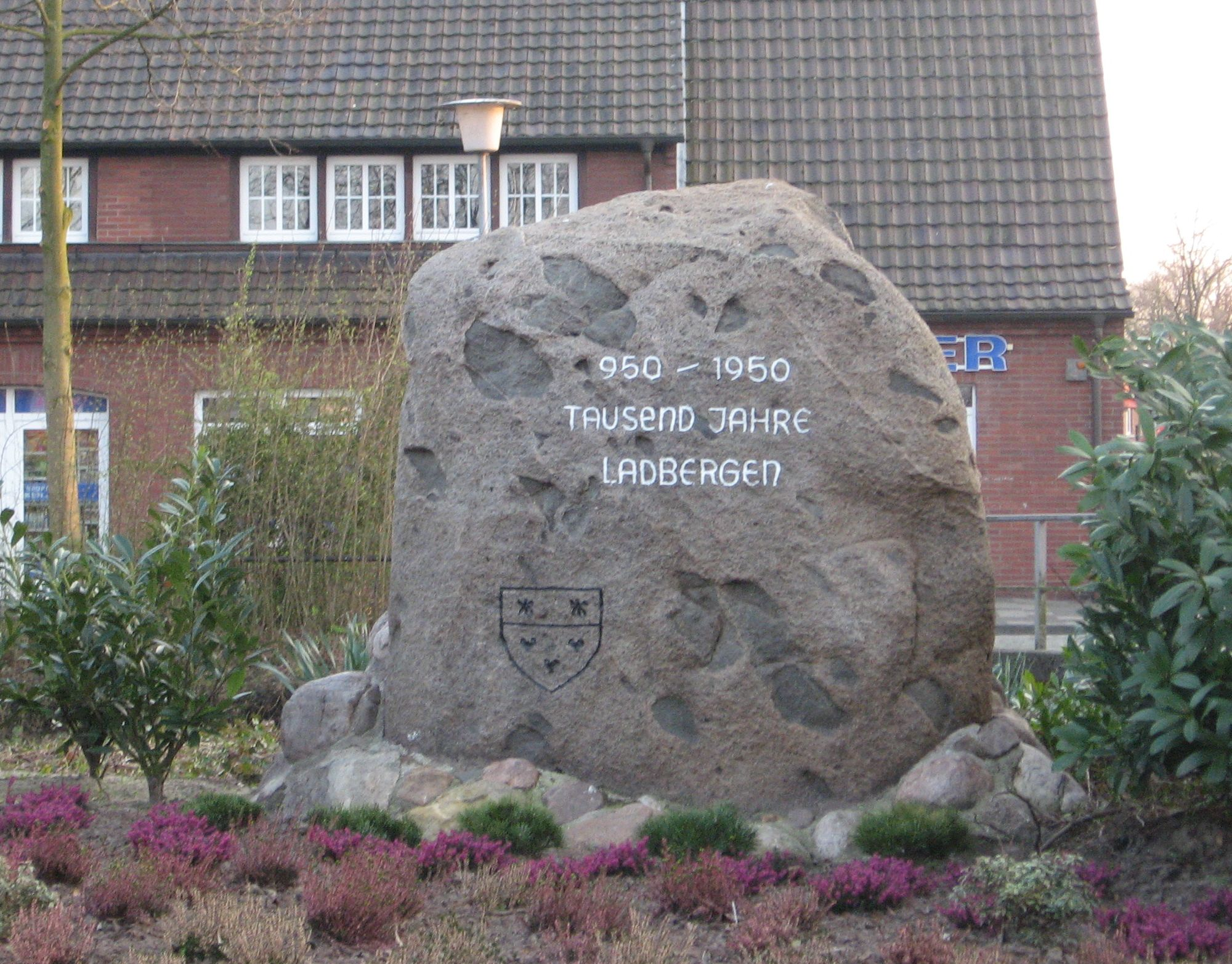
1000-Jahr-Stein

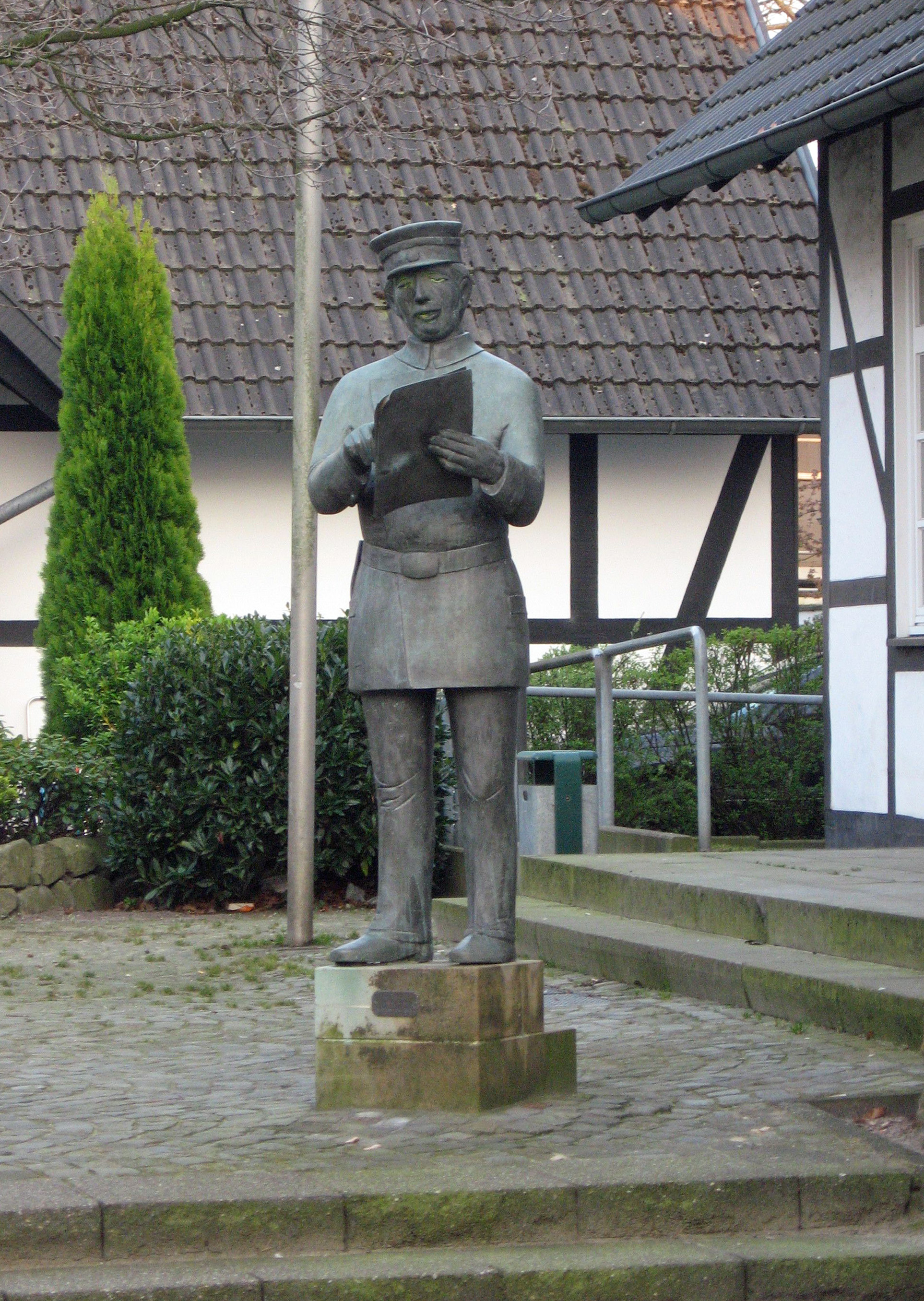
Skulptur Afrouper von Anne Daubenspeck-Focke

Ladbergen wird im Jahr 950 in einer Urkunde des Klosters Freckenhorst erstmals (als „Hlacbergon“) urkundlich erwähnt. Aufgrund von Gräberfunden wird jedoch angenommen, dass das Gebiet der Gemeinde Ladbergen bereits in der Bronzezeit besiedelt war.
Im Jahr 1149 wurde die Gemeinde ein selbstständiges Kirchspiel, das zunächst dem Bistum Münster, später dem Bistum Osnabrück zugeordnet war. Politisch war das Kirchspiel Teil der Grafschaft Tecklenburg.
1246 wurde in Ladbergen von Vertretern der Städte Münster, Osnabrück, Minden, Coesfeld und Herford der Ladbergener Städtebund gegründet. Dieser war ein Vorläufer anderer Städtebünde und der Hanse in Westfalen.
Um 1400 gingen die westlichen Teile der Gemeinde an das Bistum Münster verloren. Um 1533 wurde durch Graf Konrad von Tecklenburg die Reformation eingeführt. In der Folge war die Bevölkerung von Ladbergen bis nach dem Zweiten Weltkrieg praktisch ausschließlich evangelischer Konfession.
Da geografisch zwischen Münster und Osnabrück gelegen, dürfte Ladbergen beim Abschluss des Westfälischen Friedens 1648 eine gewisse Rolle als Durchreisestation der Unterhändler gehabt haben.
1707 gelangte Ladbergen zusammen mit der gesamten Grafschaft Tecklenburg an das Königreich Preußen, bildete seit 1816 eine Bürgermeisterei im Landkreis Münster und wurde 1832 dem Kreis Tecklenburg zugeordnet. Im Rahmen der Einführung der Landgemeindeordnung für die Provinz Westfalen wurde 1844 aus der Bürgermeisterei Ladbergen das Amt Ladbergen gebildet, das nur aus der Gemeinde Ladbergen bestand. 1937 wurde die Gemeinde Ladbergen in das Amt Tecklenburg eingegliedert.
Im Zweiten Weltkrieg wurde der Ort besonders stark bombardiert. Es wurde nachgewiesen, dass in Ladbergen die meisten Bomben pro Quadratmeter im damaligen Deutschen Reich fielen. Ziel war es, den Dortmund-Ems-Kanal an der Durchlassstelle des Mühlenbachs zu zerstören. Dies gelang jedoch nicht, so dass Ladbergen von auslaufenden Wassermassen verschont blieb. Dennoch kamen Ladberger bei den Bombenangriffen ums Leben.
Mit Wirkung vom 1. Oktober 1949 schied Ladbergen wieder aus dem Amt Tecklenburg aus und bildete eine amtsfreie Gemeinde mit eigener Verwaltung.
Am 1. Januar 1975 wurde Ladbergen um Gebietsteile von Saerbeck und Greven vergrößert und aus dem aufgelösten Kreis Tecklenburg in den neu gegründeten Kreis Steinfurt umgegliedert.

### Wappen
Blasonierung: „Unter einem roten Schildhaupt mit zwei goldenen Bienen, im silbernen Feld drei (2 : 1) rote Seerosenblätter.“
Die beiden Bienen weisen auf die Lage Ladbergens in einer Heide- und Moorlandschaft hin, in der jahrhundertelange Bienenzucht weit verbreitet war. Nach einer Urkunde mussten schon im Jahre 950 Ladberger Bauern Honig an das Kloster Freckenhorst als Abgabe entrichten. Die drei Seerosenblätter symbolisieren, dass Ladbergen einst Teil der Grafschaft Tecklenburg war. Sie stammen aus dem ehemaligen Tecklenburger Grafschaftswappen.

Wappen der Gemeinde Ladbergen
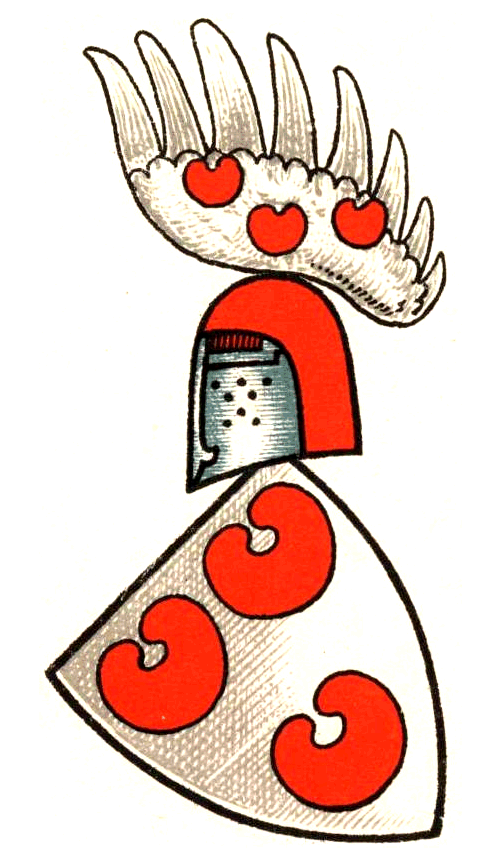
Tecklenburger Grafschaftswappen

### Besonderheiten
Auch aufgrund der geologischen Spezifika (u. a. landwirtschaftlich schlecht nutzbarer Boden) und der geschichtlichen Entwicklung als evangelische Randgemeinde im Tecklenburger Land (die Einwohner der drei münsterländischen Nachbargemeinden Ostbevern, Greven und Saerbeck waren ursprünglich fast ausnahmslos katholisch, die Bevölkerung der anderen drei Nachbargemeinden Tecklenburg, Lengerich und Lienen bekannte sich zusammen mit den Ladbergern seit dem 16. Jahrhundert wegen der Zugehörigkeit zur Grafschaft Tecklenburg nahezu vollständig zum evangelischen Glauben) ergeben sich einige Ladberger Besonderheiten:
- Ladbergen hatte die größte Auswanderungsquote in Deutschland des 19. Jahrhunderts: etwa 37 % der Bevölkerung des Ortes sind im 19. Jahrhundert ausgewandert.
- Viele ursprüngliche Ladberger Familien tragen Namen, die es nur in Ladbergen gab oder auch noch gibt – hierzu gehören Rahmeier, Wiethölter, Schoppenhorst, Wibbeler und andere.
- In Ladbergen wurde bis in die 1930er Jahre fast ausschließlich „Ladberger Platt“, eine Variante des niederdeutschen Platts, gesprochen. Heute verstehen die meisten Einwohner noch diesen ursprünglichen Dialekt, sprechen können ihn aber überwiegend nur noch die Älteren.
- Seit der Gründung der Bundesrepublik und seiner gemeindlich-kommunalen Selbstständigkeit im Jahr 1949 ist Ladbergen eine der „Hochburgen“ des politischen Liberalismus der Münsterlandkreise und in ganz Deutschland.

## Religion

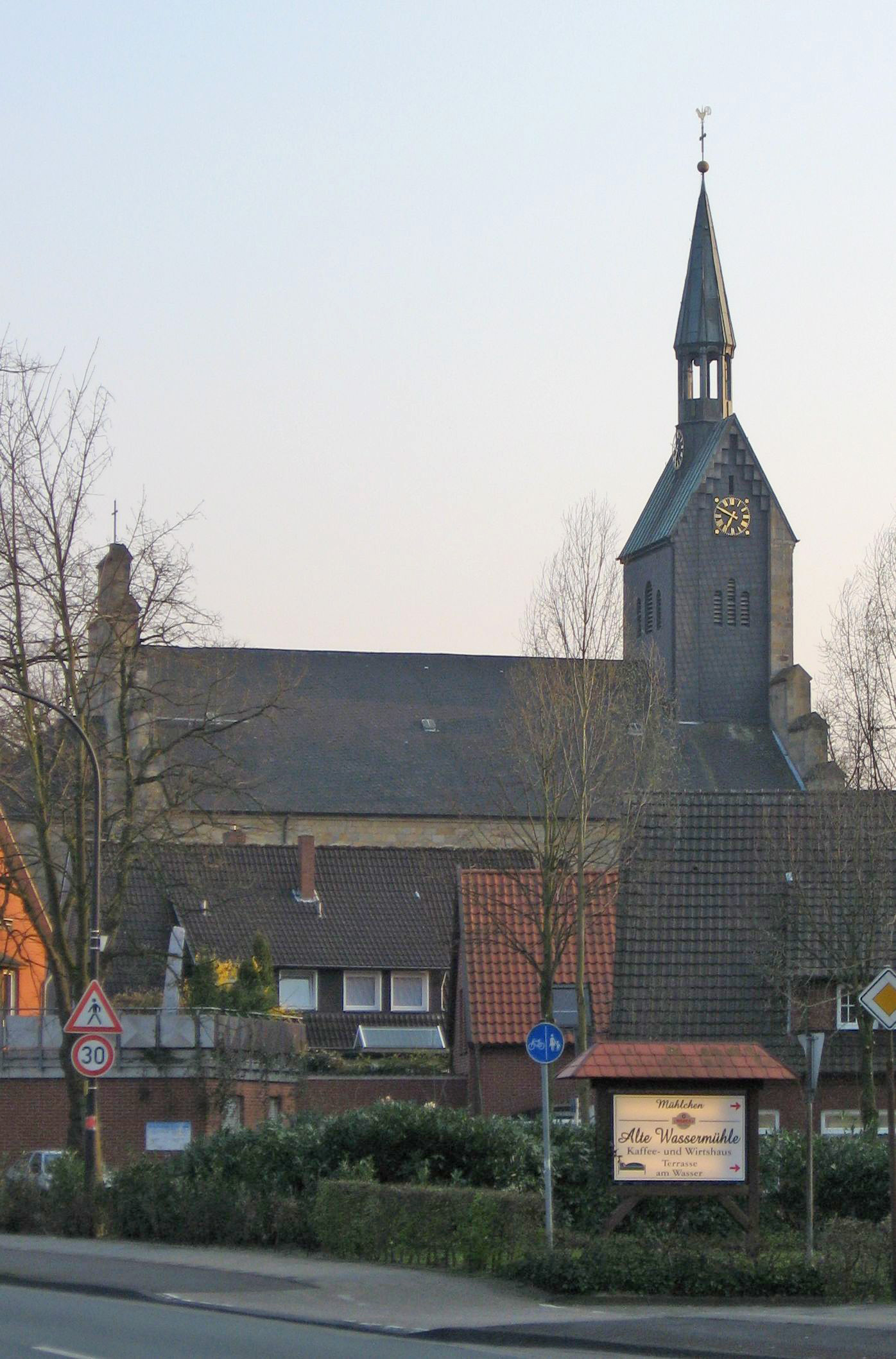
Evangelische Kirche in Ladbergen

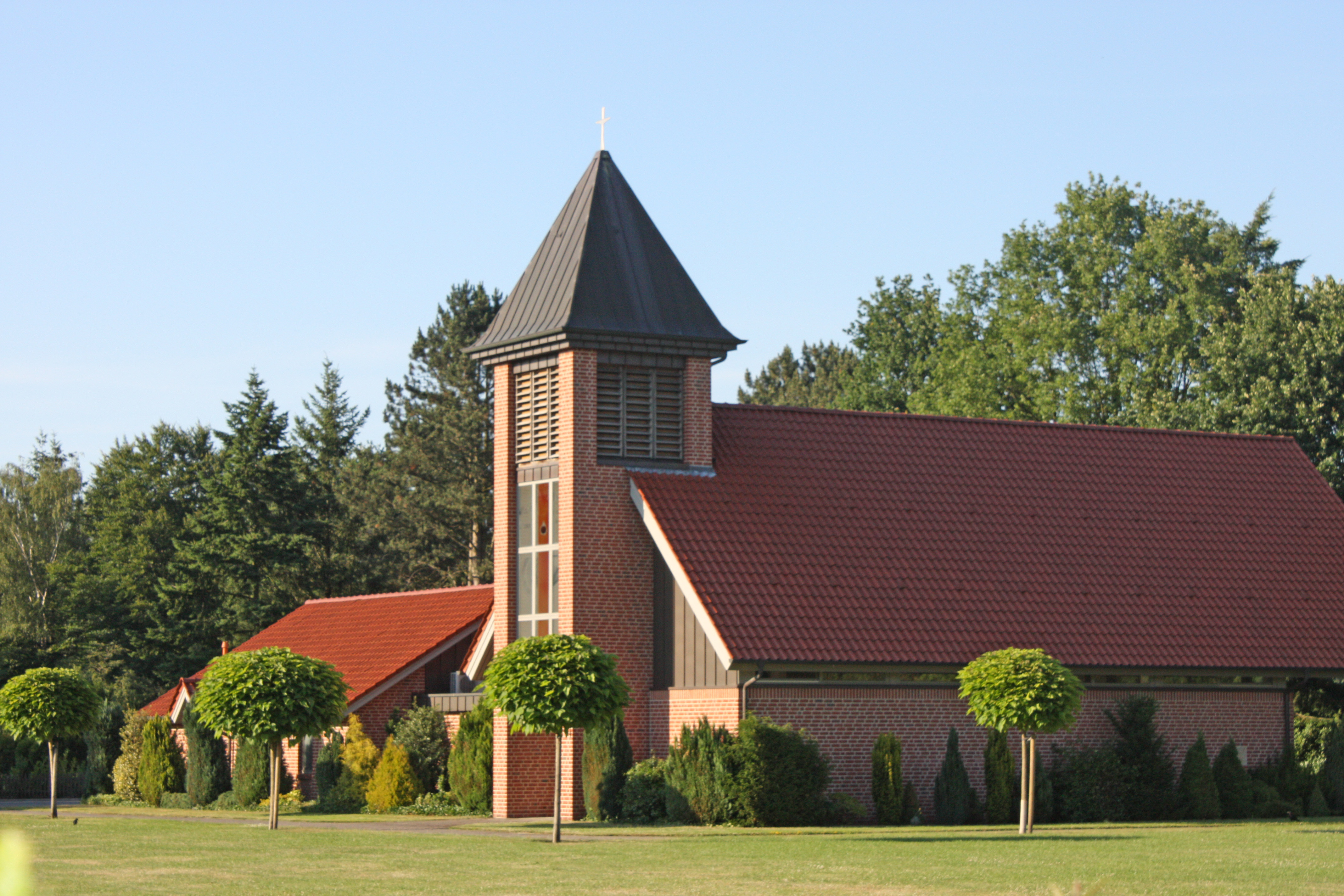
Auferstehungskapelle, Friedhof am Rott

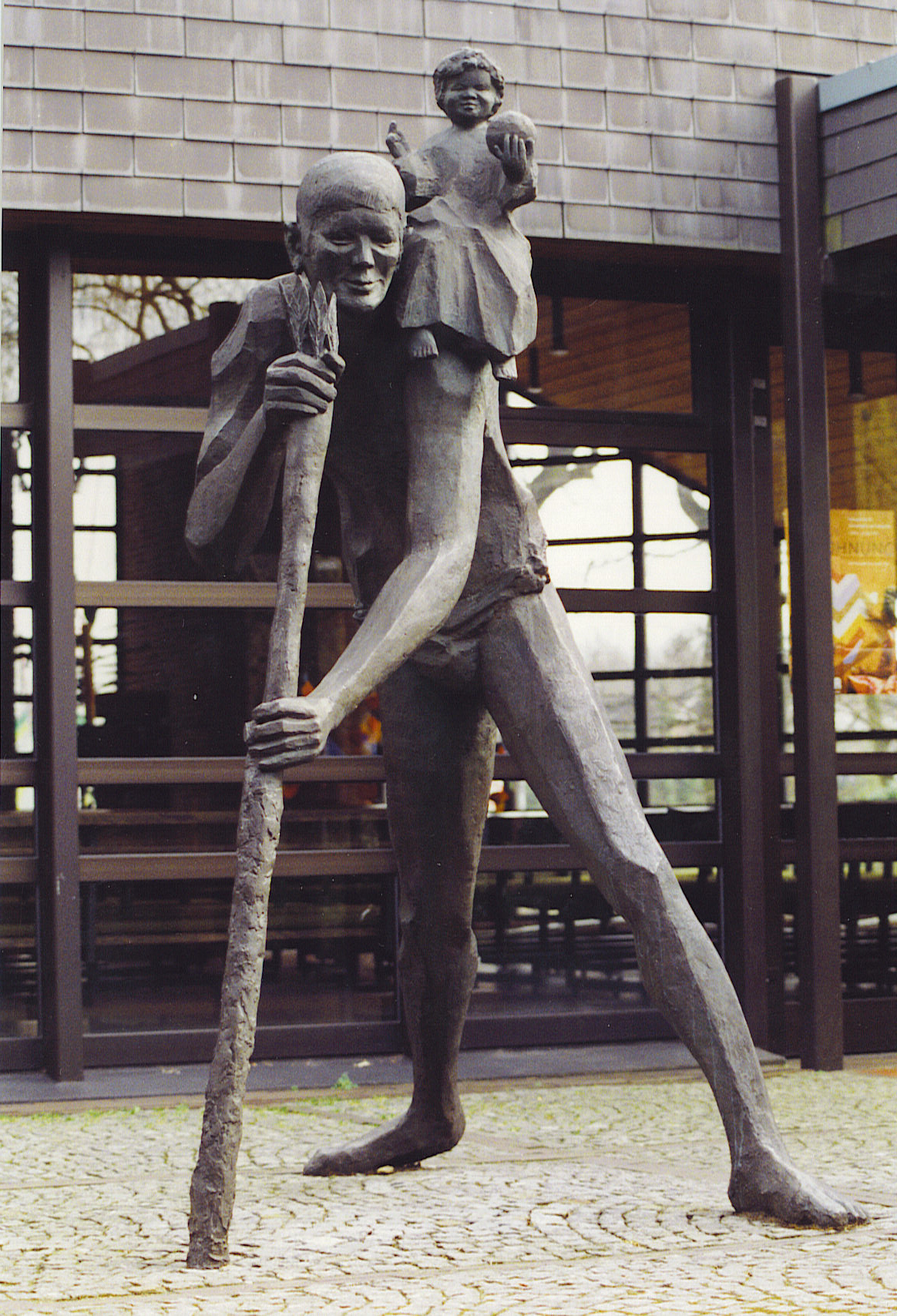
Christophorus-Statue im Innenhof der St.-Christophorus-Kirche in Ladbergen, geschaffen ca. 1979 vom Arzt und Bildhauer Egon Lichte aus Coesfeld

### Evangelische Kirche
Die Kirche der evangelischen Kirchengemeinde wurde 1853 errichtet. Sie liegt im Zentrum des Ortes am Marktplatz. Das Taufbecken in der evangelischen Kirche von Ladbergen (eine große Muschel) wurde der Kirchengemeinde Ladbergen von dem Missionar Heinrich Sundermann geschenkt.

### Katholische Kirche
Nach dem Zweiten Weltkrieg kamen durch Vertriebene aus Schlesien wieder Katholiken nach Ladbergen. Zunächst waren sie mit ihren Gottesdiensten Gäste im Evangelischen Gemeindehaus, dann entstand 1961 eine Behelfskirche aus Holz, bevor 1980 die neu erbaute St.-Christophorus-Kirche mit Gemeindezentrum (und dem zuvor erbauten Christophorus-Kindergarten) an der Waldseestraße eingeweiht wurde. Zum Kirchweihjubiläum im Oktober 2005 kamen zur vorhandenen Glocke zwei weitere neu gegossene Glocken hinzu. Zu diesem Zeitpunkt erschien ein Buch über die Geschichte der Gemeinde mit dem Titel „Nicht aus Steinen, sondern aus Menschen gebaut“. Fast die gesamte künstlerische Ausstattung der St.-Christophorus-Kirche wurde von dem Arzt und Bildhauer Egon Lichte aus Coesfeld geschaffen. Heute bildet die St.-Christophorus-Gemeinde zusammen mit den katholischen Gemeinden in Lengerich, Lienen und Tecklenburg die Pfarrei Seliger Niels Stensen.

### Konfessionszugehörigkeit
| Religionszugehörigkeit der Einwohner Ladbergens | Religionszugehörigkeit der Einwohner Ladbergens | Religionszugehörigkeit der Einwohner Ladbergens | Religionszugehörigkeit der Einwohner Ladbergens | Religionszugehörigkeit der Einwohner Ladbergens |
| Jahr                                            | Einwohner                                       | evangelisch                                     | römisch-katholisch                              | sonstige                                        |
| ----------------------------------------------- | ----------------------------------------------- | ----------------------------------------------- | ----------------------------------------------- | ----------------------------------------------- |
| 1895                                            | 2064                                            | 2060                                            | 4                                               | -                                               |
| 1931                                            | 2507                                            | 2498                                            | 9                                               | -                                               |
| 1939                                            | 2762                                            | 2715                                            | 35                                              | 12                                              |
| 1950                                            | 3607                                            | 3256                                            | 325                                             | 26                                              |
| 1958                                            | 3622                                            | 3302                                            | 282                                             | 38                                              |
| 1970                                            | 4278                                            | 3744                                            | 477                                             | 57                                              |
| 1974                                            | 5265                                            | 4085                                            | 1058                                            | 122                                             |
| 1980                                            | 6295                                            | 4507                                            | 1559                                            | 229                                             |
| 1988                                            | 6175                                            | 4291                                            | 1538                                            | 346                                             |
| 2011                                            | 6372                                            | 3861                                            | 1466                                            | 1045                                            |
| 2022                                            | 6765                                            | 3327                                            | 1505                                            | 1934                                            |

Die Tabelle verdeutlicht die geografische Lage Ladbergens im größtenteils evangelisch geprägten Tecklenburger Land, gegenüber dem katholischen Münsterland. Heute ist etwa die Hälfte der Bevölkerung Ladbergens evangelisch und weniger als ein Viertel katholisch.

## Politik

### Gemeinderat
Nach den Kommunalwahlen seit 2009 verteilten sich die Sitze des Gemeinderats folgendermaßen auf die einzelnen Gruppierungen:
| Partei/Gruppierung | 2020 | 2014 | 2009 |
| ------------------ | ---- | ---- | ---- |
| CDU                | 8    | 8    | 7    |
| FDP                | 2    | 3    | 5    |
| SPD                | 7    | 7    | 7    |
| GRÜNE              | 5    | 4    | 3    |
| Gesamt             | 22   | 22   | 22   |

Zusätzlich gehört der Bürgermeister dem Rat an.

### Bürgermeister
Torsten Buller (parteilos) wurde 2020 mit 51,82 % der Simmen zum Bürgermeister gewählt. Sein Vorgänger Udo Decker-König (parteilos) amtierte seit 2009. Bei der Kommunalwahl am 30. August 2009 wurde er mit 40,2 % vor Sven Pastoors (FDP) mit 31,5 % und dem bisherigen Stellvertreter des Bürgermeisters Ingo Kielmann (SPD) mit 28,3 % zum hauptamtlichen Bürgermeister der Gemeinde gewählt. Die Wahlbeteiligung lag mit 72,4 % sehr deutlich über dem Landesdurchschnitt NRW mit 52,4 %. Am 25. Mai 2014 wurde er mit 78,7 % wieder gewählt. Sein Vorgänger bis 2009 war Wolfgang Menebröcker (parteilos).

### Gemeindepartnerschaften
Mit der von Ladberger Auswanderern gegründeten Tochtergemeinde New Knoxville im Bundesstaat Ohio der USA verbindet Ladbergen eine enge Partnerschaft. In New Knoxville wird auch heute noch von den älteren Bürgern das typische Ladberger Platt gesprochen.
Da die amerikanischen Nachfahren ehemaliger Ladberger Familien ihrer eigenen Genealogie ein großes Interesse entgegenbrachten, entstanden nach dem Zweiten Weltkrieg viele private, mehr oder weniger zuverlässige genealogische Arbeiten. Als Neil Armstrong, dessen Vorfahren aus Ladbergen stammten, als erster Mensch 1969 den Mond betrat, begannen sich auch viele Ladberger für ihre amerikanischen „Verwandten“ zu interessieren. Heute können dadurch viele alteingesessene Ladberger Familien ihre Verwandtschaften – nicht nur zu Neil Armstrong – belegen.

## Wirtschaft und Infrastruktur

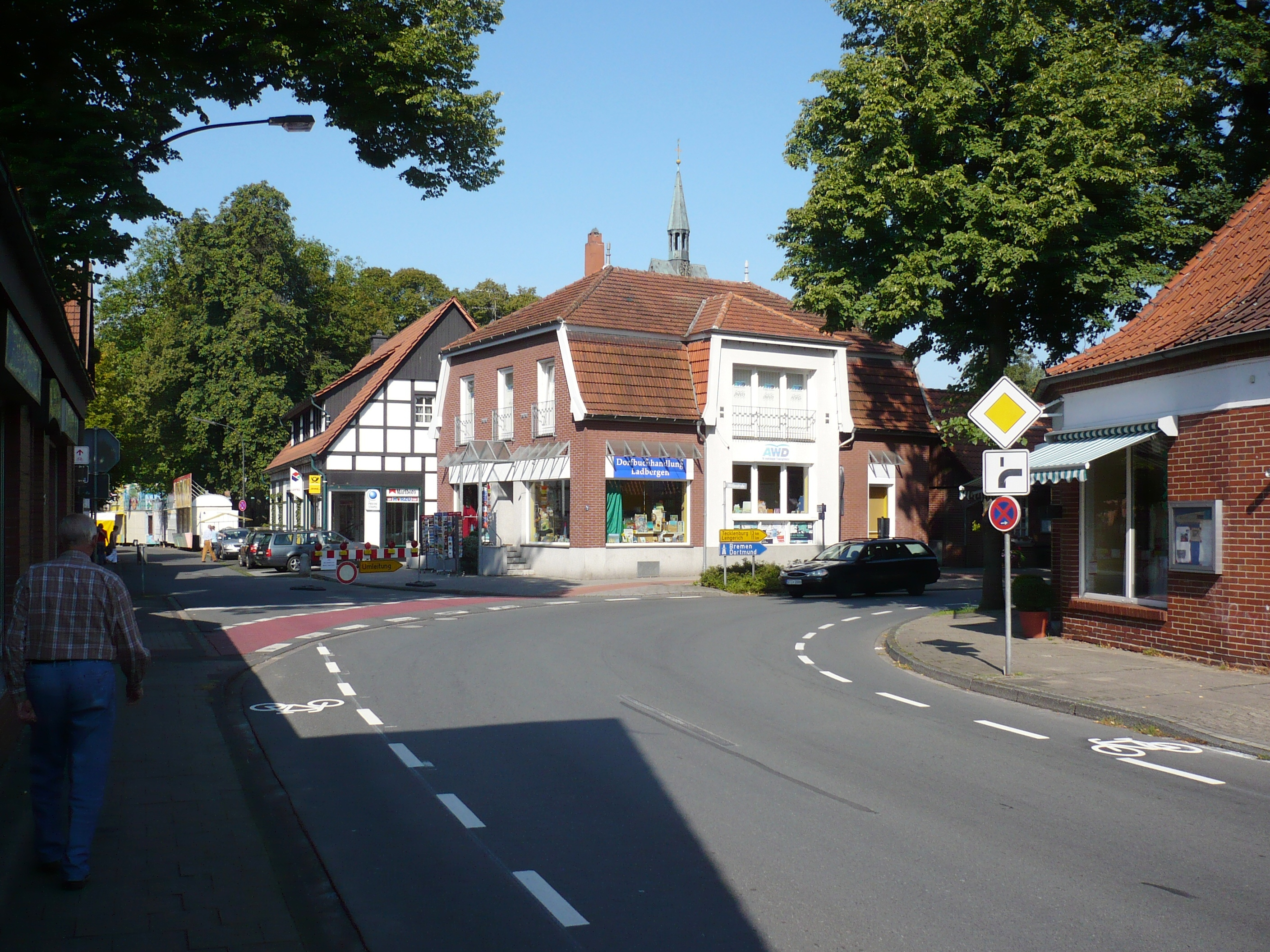
Blick auf die Dorfstraße

Ladbergen und seine Bewohner lebten bis etwa Mitte des 20. Jahrhunderts traditionell von der Landwirtschaft, die auf Grund der ortsüblichen mageren Sandböden jedoch erst nach der Einführung des Kunstdüngers größere Erträge brachte. Nach dem Zweiten Weltkrieg wurden kleinere Gewerbe- und Industriebetriebe (Kunsttischlereien, Teppichfabrik, Süßwarenbetriebe) angesiedelt. In jüngerer Zeit wird auch versucht, den Fremdenverkehr als Wirtschaftsfaktor zu stärken (Campingplätze, Ferienwohnungen). Durch die verkehrsgünstige Lage haben sich zudem in den letzten zwei Jahrzehnten etliche Speditions- und Logistikunternehmen sowie weitere Klein- und mittelständische Betriebe am Ortsrand und in den Industriegebieten angesiedelt.
Die Gemeinde Ladbergen hat auch aufgrund ihres relativ gut bewältigten Strukturwandels sowie ihrer zentralen Lage zwischen den Oberzentren Münster und Osnabrück bzw. den Mittelzentren Greven und Lengerich eine relativ geringe Arbeitslosigkeit. Der Haushalt der Gemeinde weist als Folge gestiegener Gewerbesteuermehreinnahmen in den letzten Jahren einen vergleichsweise geringen Schuldenstand aus mit der Bestrebung, die Schulden kontinuierlich abzubauen. Ladbergen hat sich in den letzten Jahrzehnten vom überwiegend agrarisch geprägten Dorf zu einer attraktiven und sehr aktiven Gemeinde mit hoher Lebensqualität und vielen Möglichkeiten für ihre Bürger und Gäste in verkehrsgünstiger Lage in Nähe des Teutoburger Waldes entwickelt.

### Verkehr
Neben der Autobahn 1, an die Ladbergen mit direkter Auf- und Abfahrt angeschlossen ist, durchquert die Bundesstraße 475 das Gemeindegebiet. Der Dortmund-Ems-Kanal bildet auf seinem Weg von Dortmund zur Ems (bei Meppen) Ladbergens (westliche) Gemeindegrenze zu Greven. In Grenzlage zur Gemeinde auf Grevener Gebiet befindet sich der Flughafen Münster/Osnabrück (FMO) als Verknüpfungspunkt zu nationalen und internationalen Regionen. Ladbergen liegt in der Einflugschneise des Flughafens, welcher nicht über ein Nachtflugverbot verfügt.
In Ladbergen fährt in regelmäßigem Taktverkehr eine Buslinie nach Lengerich und Münster. Ferner gibt es eine Buslinie von Ladbergen zum Bahnhof Kattenvenne mit Zuganschluss nach Osnabrück.

### Gastronomie und Hotels

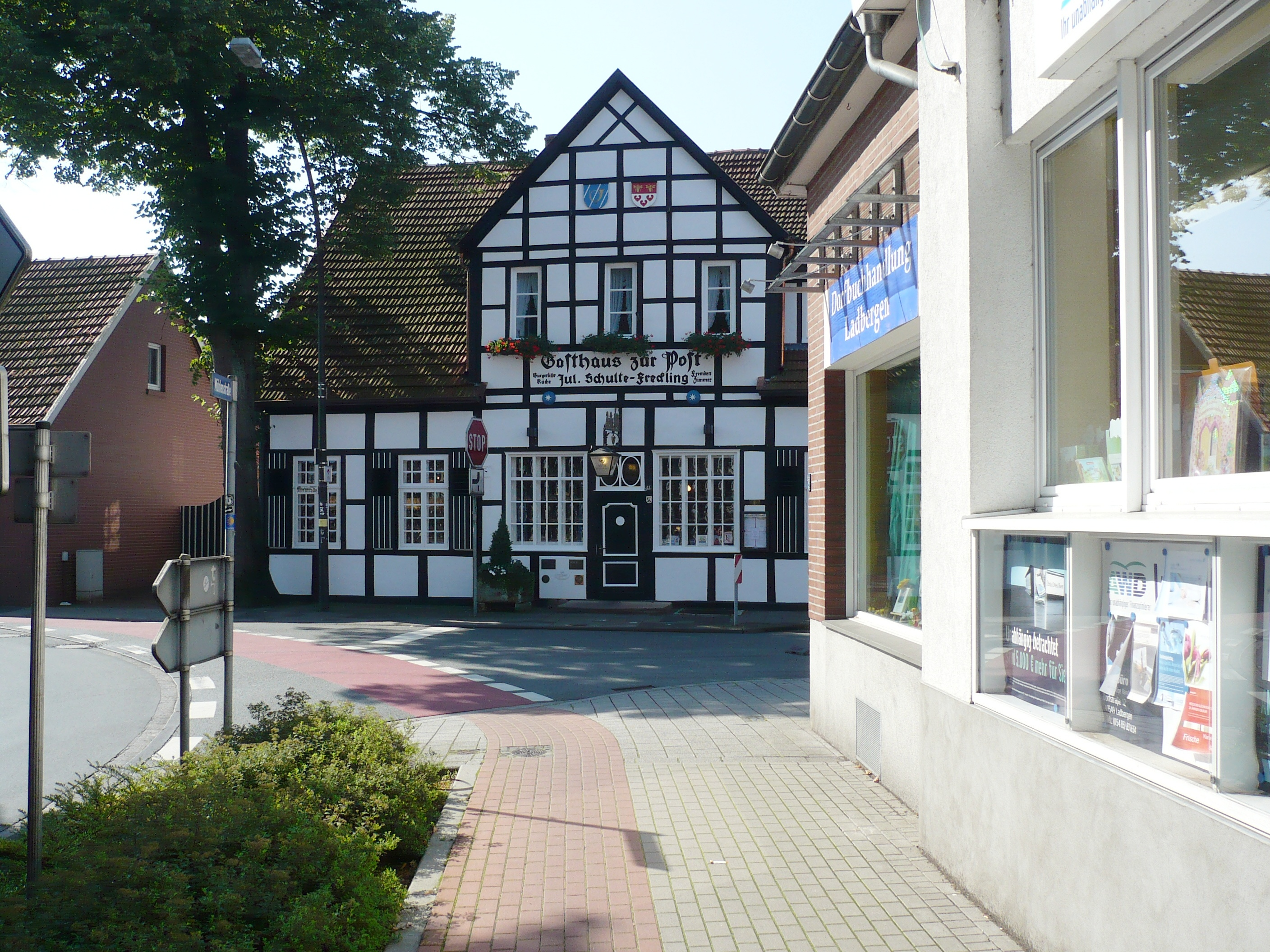
Ehemaliges Gasthaus zur Post

In Ladbergen gibt es eine große Anzahl von gastronomischen Betrieben. Ladbergen verfügt neben den beiden Campingplätzen noch über etwa 150 Hotelzimmerbetten.

### Energieversorgung
Im Jahr 2005 hat Ladbergen am Ortsrand drei Windkrafträder erhalten. Zusammen mit den beiden 2006 in Betrieb gegangenen Biogasanlagen ist die Gemeinde damit – rein rechnerisch – Stromselbstversorger. Eine weitere, recht große Biogasanlage entsteht auf dem Gelände der Ölmühle am Kanalhafen Ladbergens; diese Anlage soll ein Vielfaches des Energiebedarfs Ladbergens produzieren.

### Öffentliche Einrichtungen

#### Krankenhaus
Ladbergen verfügt über kein eigenes Krankenhaus. Nächstgelegenes Akutkrankenhaus ist die Helios Klinik im nah gelegenen Lengerich.

#### Jugendzentrum
Das Jugendzentrum Ladbergen an der neuen Rottsporthalle besteht bereits seit den 80er Jahren und bietet Jugendlichen an fünf Tagen in der Woche die Möglichkeit, sich unkompliziert zu treffen und gemeinsame Aktivitäten zu entfalten.

#### Gemeindebücherei
Die Gemeindebücherei hat eine Auswahl von rund 12.000 Titeln. Diese umfassen neben den Büchern auch CDs und Kassetten. Da man den Schwerpunkt auf die Kinder- und Jugendliteratur legt, umfasst allein dieser Bereich 5169 Titel. Im Jahr 2009 wurden 27.343 Ausleihen verzeichnet. Pro Jahr stehen ihr 5000 € für Neuanschaffungen und Materialkosten zur Verfügung.

#### Seniorenstübchen
Im ehemaligen Buch- und Zeitschriftenlädchen von „Tante Anna“ Oelrich befindet sich heute das sogenannte Seniorenstübchen. Hier beschäftigen sich viele ältere Ladberger in ihrer Freizeit mit Handarbeiten, Kartenspielen und Klönen. In einem Raum des sehr kleinen Gebäudes war früher die örtliche Arrestzelle – das Ladberger Gefängnis – untergebracht.

#### Kindergärten
Für eine Gemeinde mit gut 7000 Einwohnern hat Ladbergen ein verhältnismäßig gutes Angebot an Kindergärten, bzw. Kindertagesstätten. Hier wären zu nennen:
- die evangelischen Sonnen- und Sternenkindergärten,
- der katholische Kindergarten,
- der DRK-Kindergarten,
- die Kindertagesstätte Spielkiste Ladbergen e. V.
- und eine Krabbelgruppe in der Vorkriegsschule des Ortes.

## Kultur und Sehenswürdigkeiten

### Museen und Theater

#### Heimatmuseum
Das Heimatmuseum wird durch den örtlichen Heimatverein auf einem ortsnahen Bauernhof (Jasper-Hildebrand) geführt und gepflegt. Dort sind auch die im Jahr 2005 aus der evangelischen Kirche demontierten Stahlglocken in einem neu errichteten Glockenstuhl zu sehen. Des Weiteren kann man sich dort über das frühere Leben in Ladbergen informieren.

### Sehenswürdigkeiten

#### Königs Backes
Königs Backes = Königs Backhaus ist das älteste Gebäude Ladbergens, erbaut im Jahre 1622.
Das kleine Häuschen wurde vom Heimatverein restauriert und ist zu finden in der Bauerschaft Hölter, auf dem Hof König.
Hier besteht die Möglichkeit, dem Bäcker beim Backen des Brotes über die Schulter zu sehen.

#### Getreidemühle Erpenbeck
Bei der Getreidemühle Erpenbeck handelt es sich um ein Baudenkmal. Es liegt auf einem Teil der Ländereien des Guts Erpenbeck.
Bei der Mühle handelt sich um eine 1840 fertiggestellte Öl-, Boke- und Zichorienmühle, deren Restaurierung 1991 ihren Abschluss fand.
Der Besuch ist grundsätzlich im Rahmen einer Mahlvorführung möglich. Der Müller erläutert im Rahmen der Mahlvorführung nicht nur die technischen Details der Mühle, sondern auch deren Historie.

#### Sauerkrautdenkmal

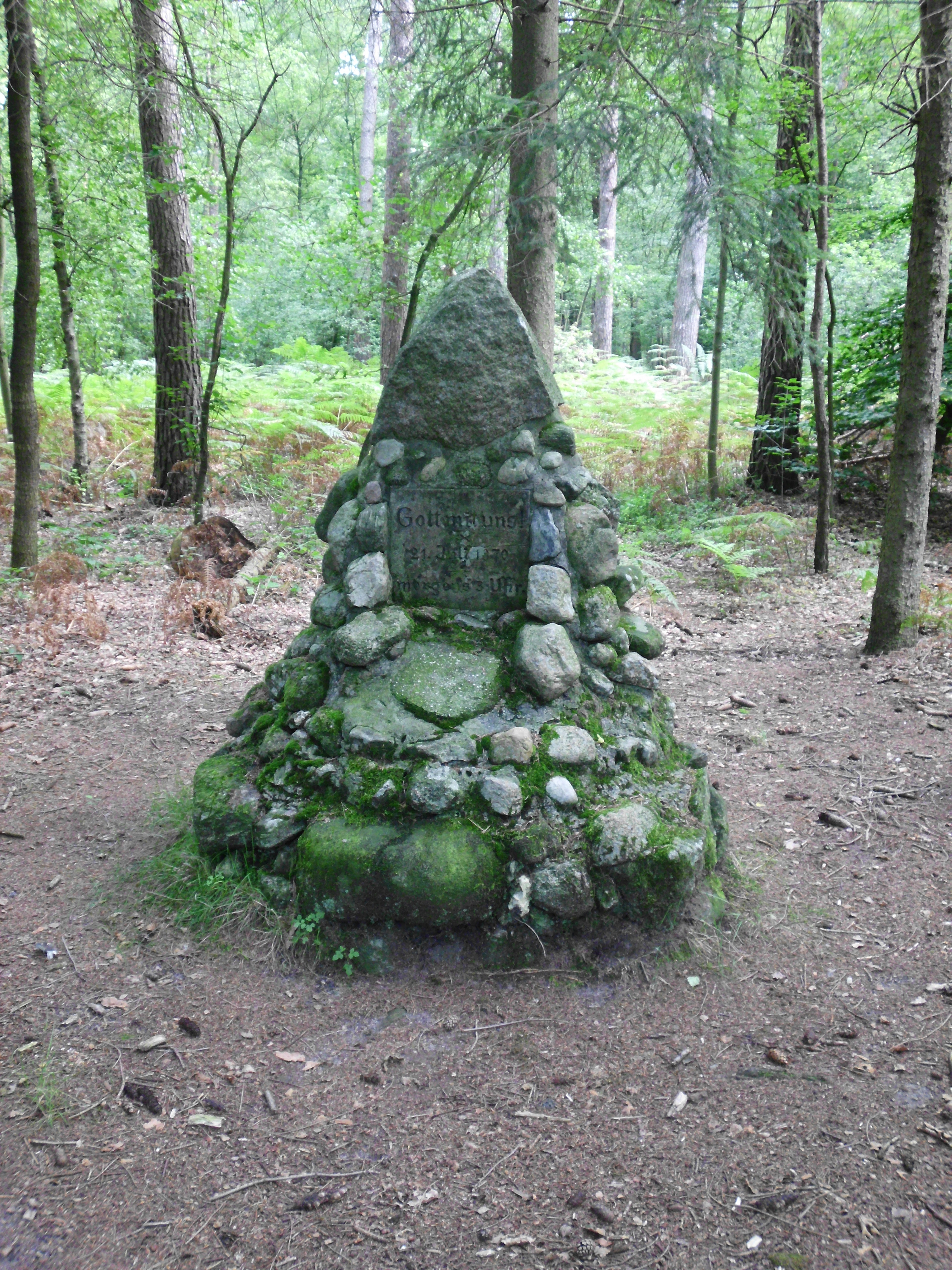
Sauerkrautdenkmal

Im Kattmanns Kamp wurde 1910 ein Gedenkstein an der Stelle errichtet, an der 1870 Ladbergens Soldaten für den Feldzug gegen Frankreich in die Garnison nach Warendorf verabschiedet wurden. An der Gemeindegrenze wurde Halt gemacht. Hier fand der feierliche Abschied statt. Der Pastor las ein Bibelwort und knüpfte daran ein Wort zur Ermunterung und Ermahnung. Dann sang man noch einen Choral zusammen und drückte sich die Hände. Heute steht noch der Augenblick festgehalten: Gott mit uns, 21. Juli 1870 morgens 3 Uhr.

#### Waldsee und Buddenkuhle
Waldsee und Buddenkuhle bieten neben dem Badebetrieb in beiden Seen auch je einen Campingplatz für Kurz- und Dauer-Camper. Unterschiedliche Freizeitsportmöglichkeiten werden dort ebenfalls geboten. Hier sind Tennis, Speckbrett (Abart des Tennis mit einem Holzbrett mit Griff bzw. Schneidbrett aus der Küche) sowie Fußball auf anliegenden „Bolzplätzen“ zu nennen. Auch kann man an beiden Seen regelmäßig Freizeittaucher beobachten.

### Musik

#### Orchester und Chöre
1874 wurde der Gesangverein „Einigkeit“ gegründet, aus dem der heutige „MGV Sangeslust“, ein Männergesangverein hervorging. Der Jugendsingkreis wurde 1966 durch den Lehrer Hermann König aus dem Schulchor der Ladberger Volksschule gegründet. Daneben gibt es noch den gemischten Chor „Melodize Plus“, der moderne Popmusik darbietet. Der evangelische Kirchenchor und der evangelische Posaunenchor bereichern die kirchlichen Veranstaltungen. Aus dem Landfrauenverein ging 1980 die „Singgemeinschaft der Ladberger Landfrauen“ hervor. Des Weiteren unterhält der Musikverein Ladbergen mit orchestraler Musik auf Konzerten oder aber auch auf Schützenfesten und anderen Veranstaltungen der Gemeinde.

### Bauwerke und Parkanlagen

#### Der Friedenspark
Zwischen der ehemaligen Hauptschule der Gemeinde Ladbergen, die heute als Rathaus und Kindergarten genutzt wird, und dem Seniorenheim auf der anderen Seite des Mühlenbachs liegt
der sogenannte „Friedenspark“.
Nicht groß, aber liebevoll angelegt, führen einige Spazierwege an Torfstecher und Amme vorbei.
Torfstecher und Amme waren in früheren Jahrhunderten übliche Verdienstmöglichkeiten armer Ladberger. Ihnen zu Ehren und zur Erinnerung positionierte die Gemeinde Ladbergen Bronzegussplastiken im Friedenspark.

### Sport

#### Vereine

##### Handball, Turnen & Tennis
Der TSV Ladbergen 1921 e. V. (Handball, Turnen, Tennis) ist der älteste und mit über 1200 Vereinsangehörigen mitgliederstärkste Sportverein Ladbergens. Im Jahre 1944 erreichte die Damenmannschaft des TSV die Endrunde zur deutschen Handball-Meisterschaft und belegte den 3. Platz. In der Spielzeit 1988/89 wurde die erste Herrenmannschaft des TSV nordwestfälischer Handball-Vizemeister.

##### Fußball
Im Juni 1971 gründeten fußballbegeisterte Ladberger den Fußballverein FC Waldschänke (heute SG Hölter), denn bis zu diesem Zeitpunkt gab es im Ort keinen organisierten Vereinsfußball.
Zunächst wurde auf einer Wiese an der heutigen Bundesstraße 475 gespielt, später zog man auf den heutigen Platz am Münsterweg um. Die Seniorenmannschaft spielt in der Stadtliga Ibbenbüren.
1975 wurde dann der VfL Ladbergen gegründet, der mit Senioren-, Damen- und Jugendmannschaften am Spielbetrieb des DFB teilnimmt. Beheimatet ist der Verein in der Freiluftsportanlage an der Königsbrücke.

##### Tischtennis
Tischtennisbegeisterten bietet der TTC Ladbergen von 1961 viele Möglichkeiten, ihre Fähigkeiten unter Beweis zu stellen.

##### Judo
Im Jahre 1974 wurde die Judo-Gemeinschaft Ladbergen 1974 e. V. gegründet, die inzwischen einige beachtliche sportliche Erfolge vorweisen kann, zu denen vordere Platzierungen bei nationalen und internationalen Turnieren sowie ein 5. Platz bei den Judo-Europameisterschaften der U17 zählen.

##### Reiten
1948 fanden einige reitsportbegeisterte Ladberger zueinander und gründeten den Zucht-, Reit- und Fahrverein Ladbergen e. V., der heute sein Domizil mit eigener Reithalle und eigenem Reitplatz am Schulenburger Weg hat.

##### Schützenvereine
Schützenvereine gibt es in den Bauerschaften
- Hölter (Schützenverein Ladbergen-Hölter e. V. 1920)
- Wester
- und Overbeck (Schützenverein Ladbergen-Overbeck e. V. 1930)

mit ihren jeweiligen Schießgruppen.

#### Sport- und Übungsstätten

##### Turnhallen
Neben der „alten“ oder „Jahnsporthalle“, 1965 an die sporttreibenden Ladberger übergeben, gibt es die moderne „Rottsporthalle“, eine Zweifachhalle von 1980. Letztere ist der örtlichen Grundschule beim Sportunterricht dienlich und bietet den Handballteams des TSV Ladbergen eine ansprechende Heimkulisse.

##### Schießstände
- Im Keller der „Rottsporthalle“ befindet sich ein Kleinkaliberschießstand mit einer computergesteuerten elektronischen „Meyton Shootmaster“-Anlage. Die Rottsporthalle Schießanlage wird von den Schützenvereinen Wester und Overbeck genutzt.
- In der Vergangenheit wurde die Schießsportanlage ebenfalls von der Schießabteilung im TSV Ladbergen sowie der Soldatenkameradschaft genutzt.
- Am Hölterschen Münsterweg ist der Schießstand des Schützenvereins Ladbergen-Hölter.

##### Sportplätze
In unmittelbarer Nähe zur Gemeinschaftsgrundschule Ladbergen befindet sich ein Rasensportplatz mit Kurzstreckenlaufbahn und Sprunggrube, der hauptsächlich für den Schulsport genutzt wird. Er steht aber auch anderen Gemeindemitgliedern zur freien Verfügung.
Hauptsächlich wird vom VfL Ladbergen die moderne „Sportanlage an der Königsbrücke“ genutzt, die am südlichen Ende von Ladbergen liegt. Auf einem Kunstrasenplatz und einem gepflegten Rasenplatz streiten die fußballbegeisterten Ladberger um Titel und Ehren. Drei Umkleidehäuschen mit modernen Duschen, ein Beachvolleyballplatz, ein Spielplatz für die Kleinsten und ein Trainingsplatz komplettieren den Wert dieser Anlage.
Die SG Hölter unterhält einen Fußballplatz am Münsterweg.
An den beiden Ladberger Badeseen (Waldsee und Buddenkuhle) sind mehr oder weniger gepflegte Fußballplätze eingerichtet.

##### Tennisplätze und Tennishallen
Ebenfalls in unmittelbarer Nähe zur Gemeinschaftsgrundschule Ladbergen befindet sich das Gelände der Tennisabteilung des TSV Ladbergen. Auf mehreren Tennisplätzen können die tennisbegeisterten Ladberger ihre Fähigkeiten verbessern und ihre Wettkämpfe ausführen.
An den beiden Ladberger Badeseen (Waldsee und Buddenkuhle) stehen Tennis- bzw. Speckbrettplätze (Asche und Asphalt) zur Verfügung. Am Lönsweg befindet sich eine Tennishalle mit drei Plätzen.

##### Reithallen
Seit 1977 stand eine Reithalle am Schulenburger Weg den Mitgliedern des Ladberger Reitervereins zur Verfügung. Die neue Reithalle – ebenfalls am Schulenburger Weg, aber nur 1,5 Kilometer vom Ortszentrum entfernt – wurde 2004 gebaut und vom Reiterverein selbst in Eigenregie betrieben. Eine weitere, private Reithalle steht am Westerweg (Reiterhof Tegelmann).

##### Golfanlage
Im April 2006 wurde, etwa 2 Kilometer vom Ortszentrum entfernt, die ganzjährig geöffnete Golfanlage Ladbergen in Betrieb genommen, die für jedermann zugänglich ist. Im Jahr 2007 wurde diese zu einem 9-Loch-Platz ausgebaut und der Golfclub Ladbergen gegründet.

## Persönlichkeiten

### Söhne und Töchter der Gemeinde
- Ein Urgroßvater von Neil Armstrong (1930–2012) (der erste Mensch auf dem Mond) stammte aus Ladbergen. Der Ackersmann Friedrich Wilhelm Kötter wurde am 22. August 1846 in Ladbergen geboren und wanderte am 30. August 1865, um dem Militärdienst zu entgehen, heimlich in die USA aus.[23]
- Aus Ladbergen stammt auch der Missionar Heinrich Sundermann (1849–1919). Heinrich Sundermann war seit 1875 als Missionar der Rheinischen Missionsgesellschaft auf Nias, einer Insel in Niederländisch-Indien, dem heutigen Indonesien, tätig. 35 Jahre hat er auf der knapp 5000 km² großen Insel westlich von Sumatra verbracht und sich intensiv mit der Erforschung der niassischen Sprache beschäftigt. Er übersetzte das neue Testament in die niassische Sprache. 1892 wurde diese, seine Arbeit in Amsterdam erstmals gedruckt.[24][25]
- Der in Ladbergen geborene Hermann Lenhartz (1854–1910) machte sich vor allem durch zahlreiche medizinische Schriften sowie zum Teil bis heute praktizierte Behandlungsmethoden und Diäten einen Namen. Er war der Sohn von Pfarrer Gustav Lenhartz, dem Erbauer der neuen Ladberger Kirche.

### Bürger Ladbergens
- Hans-Dieter Tippenhauer (1943–2021), Fußballtrainer, lebte in Ladbergen.[26]

## Bildergalerie

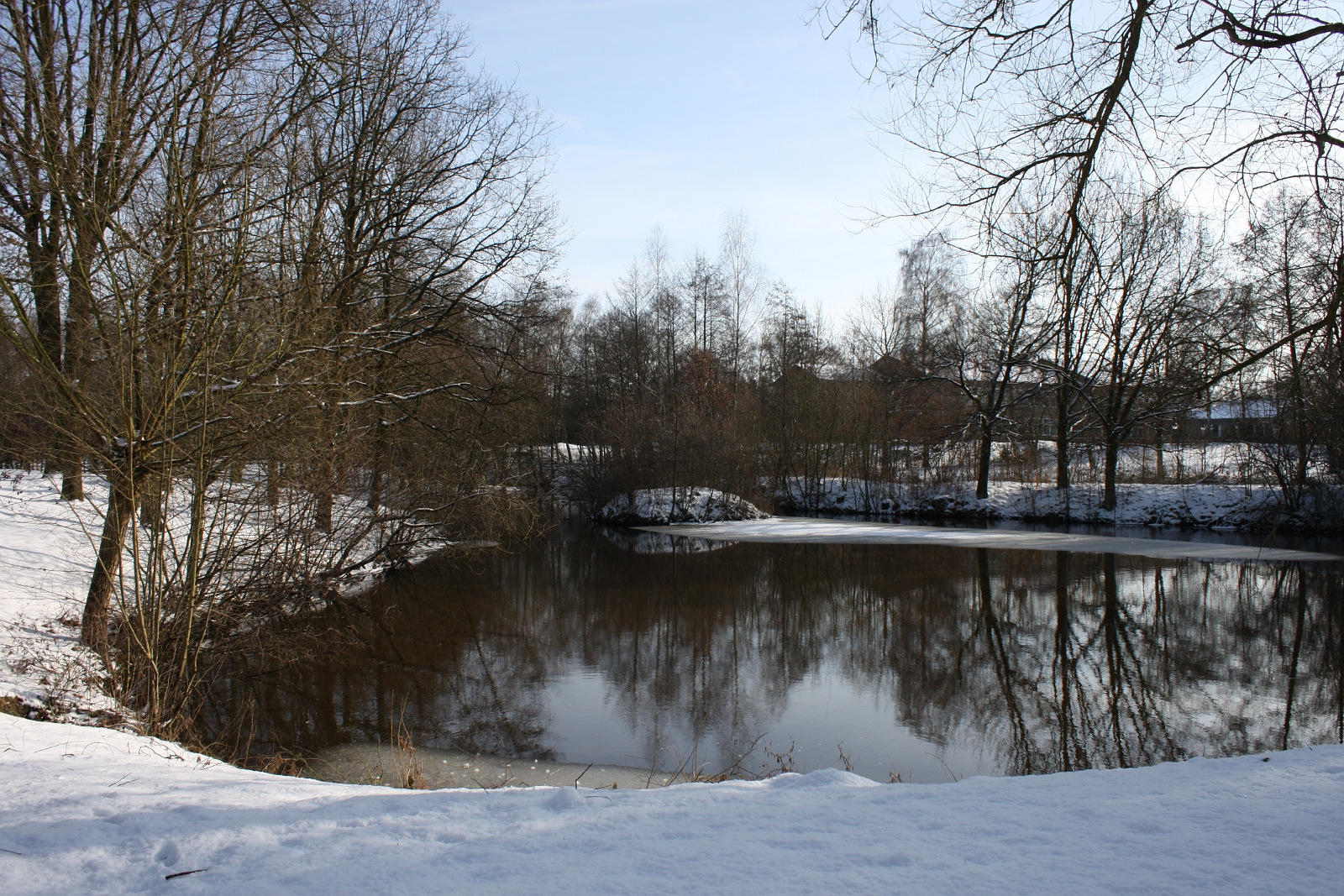
Mühlenbach Friedenspark
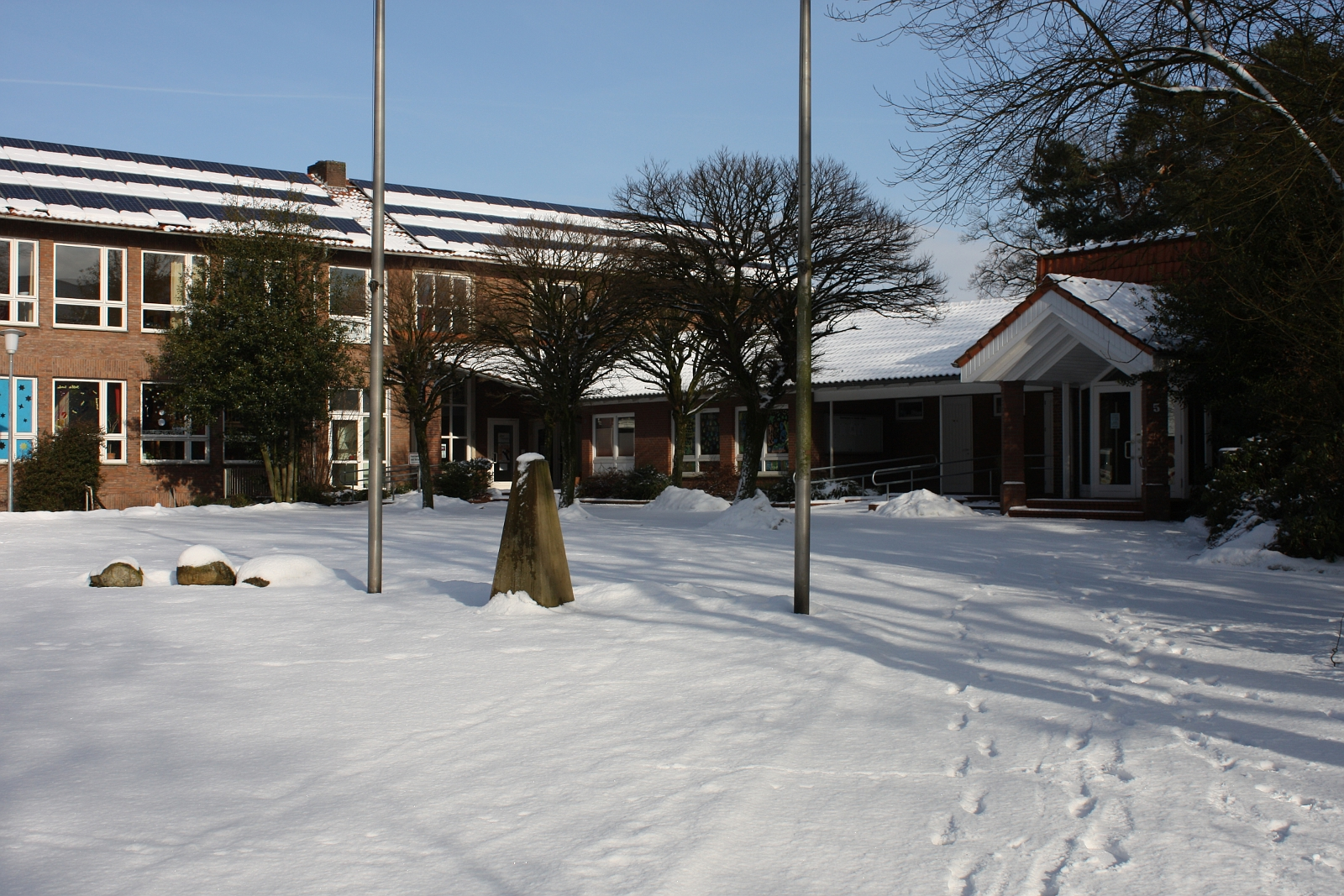
Rathaus